# International Food Information Council
Fondée en 1985, l' International Food Information Council (IFIC) est un Organisme sans but lucratif, créé et financièrement soutenue par de grands groupes de l'industries de l'alimentation, des boissons et de l'agroalimentaire . L'IFIC se présente en 2022 comme est une organisation neutre, « d'éducation et de recherche sur les consommateurs, qui communique des informations factuelles sur la santé, les habitudes alimentaires, la sécurité des ingrédients et la production agricole » dans « un environnement mondial où une science crédible guide les décisions alimentaires ».
Selon le Center for Media and Democracy, "En réalité, l'IFIC est l'une des branches de relations publiques des industries de l'alimentation, des industries des boissons et de l'agriculture industrielle, qui lui fournissent l'essentiel de son financement" (en grande partie via les frais d'adhésion) à des fins de lobbying au service de l'Industrie alimentaire.
Cette entité ne doit pas être confondue avec le Conseil mondial de l'alimentation (CMA), un organe créé sur demande de l'ONU au moment de la Conférence mondiale l'alimentation en 1974 (peu après ce qui était alors la pire crise alimentaire de l'histoire moderne). Ce CMA n'a jamais pu fonctionner et a fini par être dissous en 1993.

## Les membres de l'IFIC
Ce sont des entreprises vendant des produits alimentaires et liés à l'alimentation, dont des fournisseurs d'emballages ou d'équipements, des prestataires de services, des entreprises de conception, des organismes d'inspection/de test et des entreprises de mise en conserve/embouteillage, s'intéressant aux questions de nutrition et de sécurité alimentaire, et quelques organisations non-industrielles, (instituts de recherche, fondations et associations intéressés par les enjeux de nutrition et de sécurité alimentaire [...]" 2018 Formulaire 990. 
Une étude récente (2011) a conclu, sur la base de l'analyse de 75 documents écrits par des personnalités éminentes ayant eu une longue carrière au service de l'industrie alimentaire, que pour eux, derrière une façade d'intérêt public et général, l'IFIC (et sa Fondation associée) ont été créés, comme un outil de lobbying destiné à : 
1. servir les relations publiques de l'industrie alimentaire ;
2. amplifier les messages issus des organismes de recherche financés par l'industrie ;
3. positionner en avant-plan des experts choisis par l'industrie (plutôt que laisser les médias ou le public choisir qui entendre), de manière que ces experts puissent mettre en avant le discours de l'industrie, sans que cela se sache (l'étude montre que parfois des efforts importants sont faits pour diluer et dissimuler à la vue du public les liens d'intérêt qui existent entre l'industrie et l'IFIC).

Cette étude visait à comprendre les motivations de l'industrie, et à évaluer son degré d'influence dans le domaine des communications et de l'information relatives aux sciences nutritionnelles. Les auteurs (Sarah Steele, Lejla Sarcevic, Gary Ruskin et David Stuckler concluent que l'IFIC est l'un des « groupes de façade » (Industry Front Groups) construit et financés par l'industrie alimentaire « pour faire progresser ses positions et ses bénéfices ». « La promotion par l'IFIC de données probantes pour l'industrie alimentaire doit être interprétée comme une stratégie de marketing pour ces bailleurs de fonds ». Dans un contexte où la confiance du public dans la science s'érode, et où des intérêts particuliers corrompent l'information sur notre alimentation ; l'IFIC a une communication est efficace sur la science alimentaire, mais qui « peut être obscurcie par des conflits d'intérêts non déclarés ». 
Les auteurs se disent également préoccupés par des preuves que l'IFIC, derrière une façade de prétendue neutralité, « coordonne et place des alliés de l'industrie dans les organes de presse en ligne et traditionnels ». Selon cette étude, l'IFIC semble aussi transmettre au public (via les médias) du contenu en réalité produit par l'industrie et par d'autres organisations financées par l'industrie telle que l'ILSI,). L'IFIC en outre contrecarre le porté à connaissance des preuves gênantes pour l'industrie, et s'oppose à des mesures efficaces de santé publique et de sécurité sanitaire (par exemple en freinant l'étiquetage, l'information et la réglementation relatifs aux risques posés par les sodas sucrés).

## Études et enquêtes
Depuis des décennies, l'IFIC mène des recherches sur le comportement et les opinions des consommateurs (en général ou pour certains segments de la population comme les enfants, les personnes âgées ou la génération Z vis-à-vis de l'alimentation, dont via une enquête annuelle, pour examiner les effets des évolutions de perceptions sur les attitudes et comportements des consommateurs. Les enquêtes annuelles recueillent des informations (autodéclarations) auprès d'environ 1000 participants rémunérés, choisis par un institut de sondage. Une fois dépouillée, l'enquête est mise en ligne, chaque année depuis 2006. Des questions plus approfondies relatives à la sécurité alimentaire y ont été ajoutées (à partir de 2008).

À titre d'exemple des informations apportées par ces enquêtes : en termes d'information nutritionnelle, pour la période 2006–2010, les répondants ont dit lire la date de péremption (68 %), la liste d'ingrédients (54 %), l'étiquetage des allergènes (9 %), les mentions du pays d'origine (16 %) et relatives à l'agriculture biologique (16 %), pour guider leur choix d'achat et de consommation des aliments. Ils disent utiliser diverses sources d'information sur la salubrité des aliments, les plus fiables étant selon eux les agences/fonctionnaires gouvernementaux (39 %), les professionnels de la santé (37 %), les associations de santé (31 %) et les journaux télévisés (31 %).

## Critiques, controverses
Dans un rapport intitulé The Best Public Relations Money Can Buy: A Guide to Food Industry Front Groups, le Center for Food Safety a qualifié l'IFIC (et des organisations similaires de l'Industrie alimentaires crées pour influencer les preuves et l'opinion), d'organisation de façade formée par de grandes entreprises pour "se cacher derrière des organisations à consonance amicale" afin d'induire le public en erreur pour qu'il fasse confiance à ses entreprises et à leurs produits. Selon ce même rapport, l'IFIC, avec d'autres groupes de façade, mènent des campagnes médiatiques qui comprennent des apparitions à la télévision, des articles de presse, des publicités et des recherches publiées pour présenter les informations que ses membres souhaitent voir adopter par le public.